# Колюшев Ілля Іванович
Ілля́ Іва́нович Колюшев (30.07.1904 — 1.10.1967) — відомий вітчизняний зоолог, дослідник фауни хребетних тварин Карпат, керівник багатьох зоологічних досліджень фауни Закарпаття у повоєнні роки.

## Життєпис
Ілля Колюшев народився 30 липня 1904 р. у багатодітній сім'ї в с. Купишиха Каменського р-ну Тверської губернії. Вчився у церковно-приходській школі і з 16 років пішов працювати. Працював на писчепаперовій фабриці і відвідував школу II ступеня в Каменському. Після її закінчення з відзнакою був направлений 1923 року на навчання до 1-го Московського медичного університету, а після його реорганізації у 1924 р. — до Томського державного університету.
У студентські роки брав участь як зоолог в експедиції на півострів Таймир, а після закінчення університету був залишений аспірантом при кафедрі зоології хребетних. З 1931 до 1934 р. неодноразово виїжджав у експедиції в Усть-Майський район Якутії для організації мисливських господарств.
Після закінчення аспірантури, у 1936 році захистив кандидатську дисертацію і обраний старшим науковим співробітником Біологічного інституту при Томському університеті. Веде активну громадську, наукову і викладацьку роботу як завідувач кафедри зоології хребетних тварин. У серпні 1941 мобілізований до армії, в якій прослужив до липня 1947 року. Після демобілізації дістав направлення на роботу в новостворений Ужгородський університет.

### Закарпатський сегмент біографії
Ілля Іванович — росіянин за походженням, приїхав до Закарпаття майже від самого початку створення Ужгородського університету і активно включився в наукові дослідження цього краю.
Колюшев прибув до університету з м. Томськ у червні 1947 року за направленням Міністерства освіти СРСР, уже як кандидат біологічних наук та доцент. Разом з появою Колюшева у червні 1947 року було створено кафедру зоології (на базі існуючої з 1945 року «кафедри зоології та біології» та кафебри зоології безхребетних. Відтоді передбачалося створення спеціалізації із зоології хребетних для студентів-біологів. До кінця 1947 року доцент Колюшев був єдиним викладачем новоствореної кафедри. Разом з ним на кафедрі працювали старший лаборант А. І. Ковригін, старший препаратор М. В. Меховський і препаратор В. В. Канина. 1948 року його співробітником і викладачем стала дружина, випускниця і викладач Томського університету К. К. Власова. За рік колектив поповнився ще одним асистентом (В. О. Ліндберг), котра викладала тут лише 11 місяців.
З вересня 1956 р. Ілля Іванович став деканом біологічного факультету й об'єднує дві зоологічні кафедри (безхребетних та хребетних) у єдину кафедру зоології, яка стає найчисельнішою на факультеті. Крім нього і дружини, у нього на кафедрі працювали такі відомі тепер зоологи, як асистент І. І. Турянин, доценти К. К. Фасулаті та А. А. Гіріц, старший викладач Г. М. Рошко, а згодом, на початку 60-х років до штату кафедри були зараховані й перші випускники-зоологів: І. І. Бокотей, О. Р. Довгань, Ю. І. Крочко.
У 1960-1961 роках працював у В'єтнамі в Ханойському університеті у складі групи радянських спеціалістів. За роботу нагороджений в'єтнамським орденом Трудового Червоного Прапора  .
Весь свій ужгородський період життя Ілля Іванович пробув на посаді завідувача кафедри зоології. Він був організатором практично всіх зоологічних досліджень на Закарпатті упродовж 20 років (1947—1967). Ілля Іванович пішов з життя 1 жовтня 1967 року.

## Відомі вихованці
Ілля Колюшев виховав цілу низку науковців нового, повоєнного покоління. Серед його відомих учнів є проф. Іван Турянин, проф. Юлій Крочко та ін. І. Турянин завідував кафедрою від 1978 до 1984 року, Юлій Крочко — від 1995 до 2000 року. Студентом Колюшева був і Михайло Шуба — відомий біофізик, академік НАН України.

## Публікації
- Колюшев І. І. Короткий визначник риб Закарпатської області УРСР. — Ужгород: Видавництво УжДУ, 1949. — 33 с.
- Колюшев И. И. Краткий очерк фауны Закарпатской области. — Науч. зап. Ужгород, ун-та, 1953, т. 8. (рос.)
- Колюшев И. И. О вертикальном распределении млекопитающих Закарпатья. УжГУ. Доклады и сообщения, серия биологическая, № 1, Ужгород, 1957. — С. 29–30. (рос.)
- Колюшев И. И. Фауна позвоночных животных Советских Карпат // Науч. зап. УжГУ. — Ужгород, 1959. — Т. 40 (Фауна и животный мир Советских Карпат). — С. 3–20. (рос.)
- Колюшев I. I. Хребетні тварини Карпат і їх охорона // Охороняймо природу. — Ужгород: «Карпати», 1964. — С. 176—195.
- Колюшев І. І. Короткий визначник амфібій і рептилій Закарпатської області УРСР. — Ужгород: Карпати, 1971. — 40 с.
- Абеленцев В. И., Колюшев И. И., Крочко Ю. И., Татаринов К. А. Итоги кольцевания рукокрылых в Украинской ССР за 1939—1967 гг. Сообщение 1 // Вестн. зоол. — 1968, № 6. — С. 59–64. Сообщение 2 // Вестн. зоол. — 1969. — № 2. — С. 20–24. Сообщение 3 // Вестн. зоол. — 1970. — № 1. — С. 61–65. (рос.)